# Deme Zoltán (lelkész)
Deme Zoltán (Mezőberény, 1954. december 19. –) evangélikus lelkész, országgyűlési képviselő.

## Életpályája

### Iskolái
Az általános iskolát Békéscsabán végezte el. 1973-ban érettségizett a Debreceni Református Kollégium Gimnáziumában. 1973–1978 között az Evangélikus Teológiai Akadémia hallgatója volt.

### Pályafutása
1978–1981 között Dunaújvárosban evangélikus lelkész volt. 1981–1987 között Csabacsűdön volt evangélikus lelkész. 1987–2009 között Szarvason evangélikus lelkész volt.

### Politikai pályafutása
1990–1993 között az Emberi jogi, kisebbségi és vallásügyi bizottság tagja volt. 1990–1994 között országgyűlési képviselő volt (Szarvas, független, 1990–1993: MDF, 1993–1994: MIÉP). 1990–1994 között A megszűnt Állami Egyházügyi Hivatal irattárának áttekintésére létrehozott bizottság tagja volt. 1993 óta a MIÉP tagja, 1993–1994 között elnökségi tagja és Békés megyei elnöke volt. 1994-ben a MIÉP, 1998-ban az Új Szövetség Magyarországért képviselőjelöltje volt.

## Családja
Szülei: Deme Károly és Hamzsa Ilona. 1979-ben házasságot kötött Gede Erikával. Két fiuk született: Márk (1994) és Simon (1998).